# Joseph Constantine Carpue

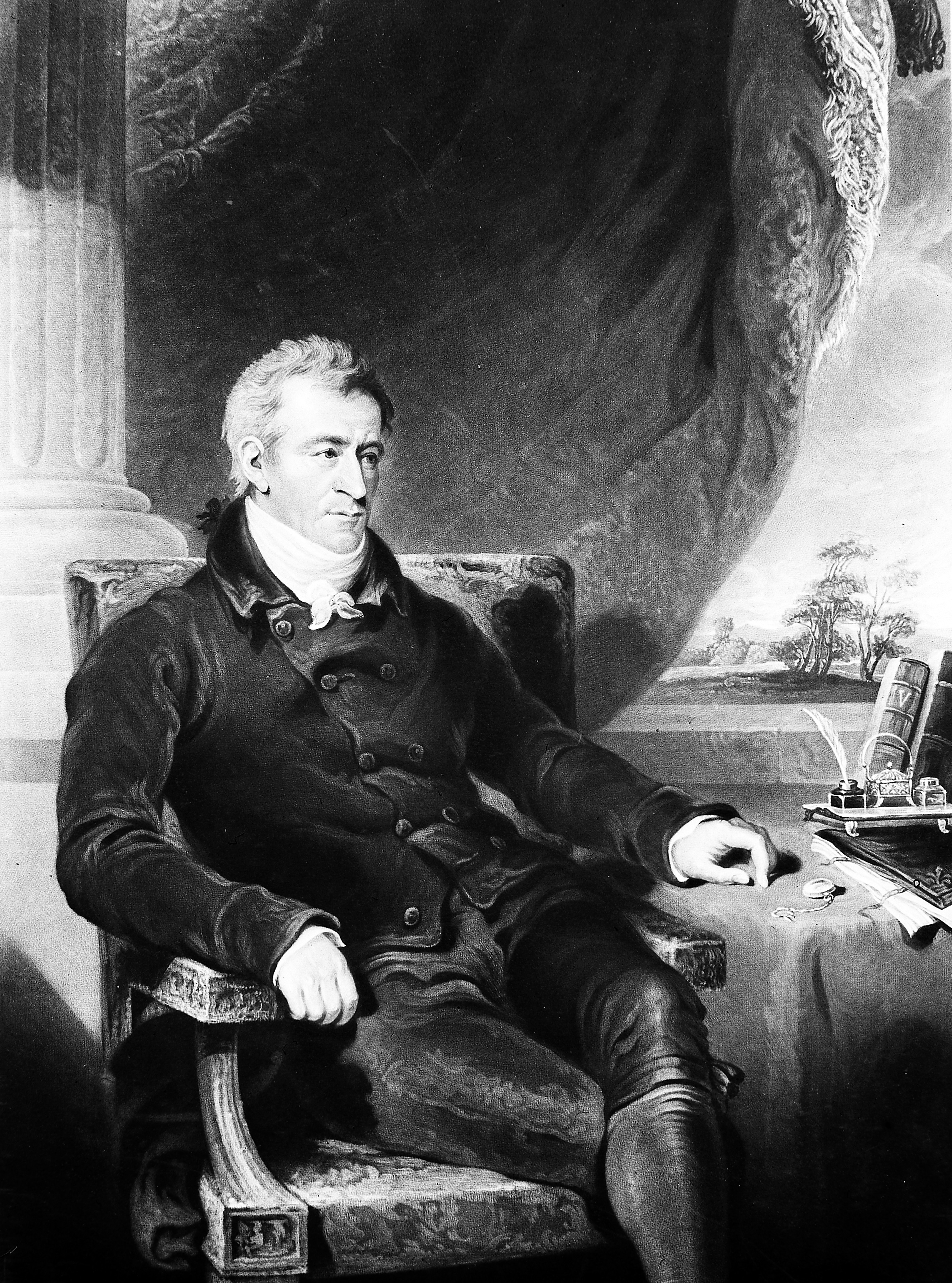
Joseph Constantine Carpue

Joseph Constantine Carpue (4 mei, 1764, Londen - 30 januari, 1846) was een Engels chirurg. Hij was geassocieerd met het St. George's Hospital en het York Hospital in Chelsea en was tevens een populair docent anatomie.
Carpue is bekend van de eerste toepassing in Engeland van plastische chirurgie voor het reconstrueren van een neus. Hij maakte daarvoor gebruik van een techniek die al eeuwenlang in India werd toegepast. Deze Indische plastische chirurgie impliceerde het gebruikmaken van een reep huid van het voorhoofd, een zogenoemde gesteelde lap. De procedure werd in Europa bekend als de Carpue operatie. Carpue beschreef deze methode in 1816 in zijn publicatie  "Account of Two Successful Operations for Restoring a Lost Nose from the Integument of the Forehead".
Carpue experimenteerde tevens met toepassing van elektriciteit in de medische wereld en hij heeft dit in detail vastgelegd in zijn verhandeling "An Introduction to Electricity and Galvanism, with Cases showing their Effects in the Cure of Disease".

## Werken
- 1801 Description of the Muscles of the Human Body
- 1803 An Introduction to Electricity and Galvanism, with Cases showing their Effects in the Cure of Disease
- 1816 Account of Two Successful Operations for Restoring a Lost Nose from the Integument of the Forehead
- 1819 History of the High Operation for the Stone, by Inscision above the Pubis